# Lijst van voetbalinterlands Cuba - Dominicaanse Republiek
Deze lijst van voetbalinterlands is een overzicht van alle officiële voetbalwedstrijden tussen de nationale teams van Cuba en de Dominicaanse Republiek. De landen speelden tot op heden zes keer tegen elkaar. De eerste ontmoeting was een kwalificatiewedstrijd voor de Caribbean Cup 1995 in Santo Domingo op 25 mei 1995. Het laatste duel, een vriendschappelijke wedstrijd, vond plaats op 18 november 2022 in San Cristóbal.

## Wedstrijden
| № | Plaats                     | Datum            | Competitie                                   | Wedstrijd        | Uitslag |
| - | -------------------------- | ---------------- | -------------------------------------------- | ---------------- | ------- |
| 1 | Santo Domingo              | 25 mei 1995      | Caribbean Cup 1995 kwalificatie              | Cuba − Dom. Rep. | 3 − 0   |
| 2 | George Town                | 11 december 2002 | CONCACAF Gold Cup 2003 kwalificatie          | Dom. Rep. − Cuba | 1 − 2   |
| 3 | Santiago de los Caballeros | 25 maart 2015    | Vriendschappelijk                            | Dom. Rep. − Cuba | 0 − 3   |
| 4 | Havana                     | 17 november 2018 | CONCACAF Nations League 2019/20 kwalificatie | Cuba − Dom. Rep. | 1 − 0   |
| 5 | Santiago de los Caballeros | 14 november 2022 | Vriendschappelijk                            | Dom. Rep. − Cuba | 2 − 4   |
| 6 | San Cristóbal              | 18 november 2022 | Vriendschappelijk                            | Dom. Rep. − Cuba | 1 − 1   |

## Samenvatting
| Competitie                           | Totaal gespeeld | Winst Cuba | Gelijk | Winst Dom. Rep. | Doelsaldo Cuba – Dom. Rep. |
| ------------------------------------ | --------------- | ---------- | ------ | --------------- | -------------------------- |
| CONCACAF Gold Cup-kwalificatie       | 1               | 1          | 0      | 0               | 2 − 1                      |
| CONCACAF Nations League-kwalificatie | 1               | 1          | 0      | 0               | 1 − 0                      |
| Caribbean Cup-kwalificatie           | 1               | 1          | 0      | 0               | 3 − 0                      |
| Vriendschappelijk                    | 3               | 2          | 1      | 0               | 8 − 3                      |
| Totaal                               | 6               | 5          | 1      | 0               | 14 − 4                     |

Wedstrijden bepaald door strafschoppen worden, in lijn met de FIFA, als een gelijkspel gerekend.
AFC · A-internationals · Bondscoaches · Cubaans vrouwenelftal · Cuba U21 · Cuba U20 · Cuba U19 · Cuba U18 · Cuba U17
1920 – 1949 ·
1950 – 1969 ·
1970 – 1979 ·
1980 – 1989 ·
1990 – 1999 ·
2000 – 2009 ·
2010 – 2019 ·
2020 − 2029
WK 1938
OS 1976 ·
OS 1980
Albanië ·
Algerije ·
Angola ·
Antigua en Barbuda ·
Aruba ·
Bahama's ·
Barbados ·
Belize ·
Bermuda ·
Bolivia ·
Britse Maagdeneilanden ·
Bulgarije ·
Canada ·
Chili ·
China ·
Colombia ·
Costa Rica ·
Curaçao ·
DDR ·
Dominica ·
Dominicaanse Republiek ·
Ecuador ·
El Salvador ·
Ghana ·
Grenada ·
Guatemala ·
Guyana ·
Haïti ·
Honduras ·
Indonesië ·
Jamaica ·
Kaaimaneilanden ·
Kameroen ·
Mexico ·
Nicaragua ·
Nederlandse Antillen ·
Panama ·
Puerto Rico ·
Roemenië ·
Saint Kitts en Nevis ·
Saint Lucia ·
Saint Vincent en de Grenadines ·
Suriname ·
Trinidad en Tobago ·
Turks en Caicoseilanden ·
Uruguay ·
Venezuela ·
Verenigde Staten ·
Zuid-Korea ·
Zweden
FEDOFUTBOL · A-internationals · Bondscoaches · Vrouwenvoetbalelftal van de Dominicaanse Republiek
1970 – 1979 ·
1980 – 1989 ·
1990 – 1999 ·
2000 – 2009 ·
2010 – 2019 ·
2020 − 2029
Amerikaanse Maagdeneilanden ·
Anguilla ·
Antigua en Barbuda ·
Aruba ·
Bahama's ·
Barbados ·
Belize ·
Bermuda ·
Britse Maagdeneilanden ·
Chili ·
Costa Rica ·
Cuba ·
Curaçao ·
Dominica ·
El Salvador ·
Guatemala ·
Guyana ·
Haïti ·
Indonesië ·
Kaaimaneilanden ·
Montserrat ·
Nederlandse Antillen ·
Nicaragua ·
Panama ·
Peru ·
Puerto Rico ·
Saint Kitts en Nevis ·
Saint Lucia ·
Saint Vincent en de Grenadines ·
Servië ·
Suriname ·
Trinidad en Tobago ·
Turks- en Caicoseilanden ·
Venezuela ·
Verenigde Arabische Emiraten